# Raspeball

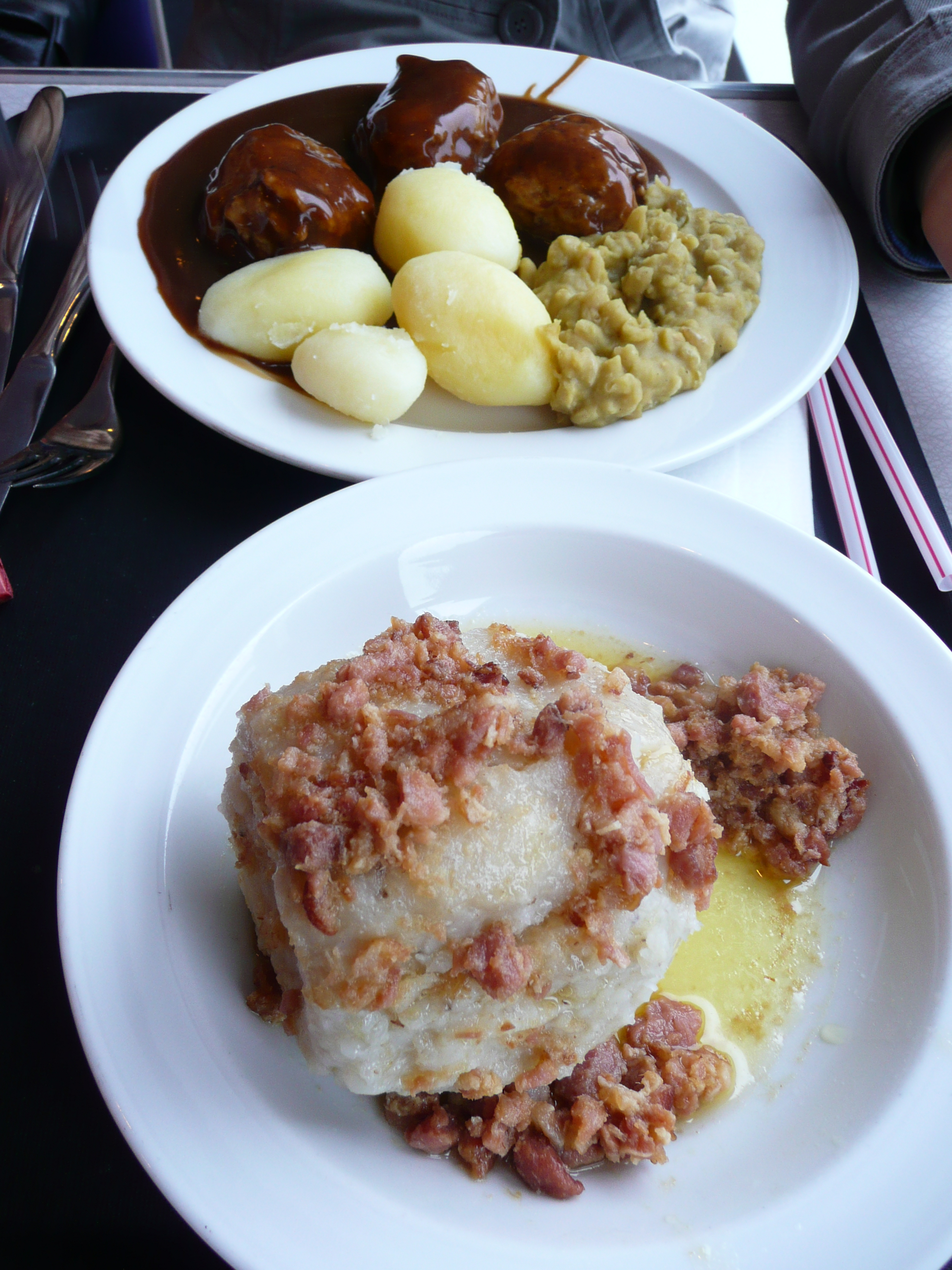
Raspeball com carne fumada

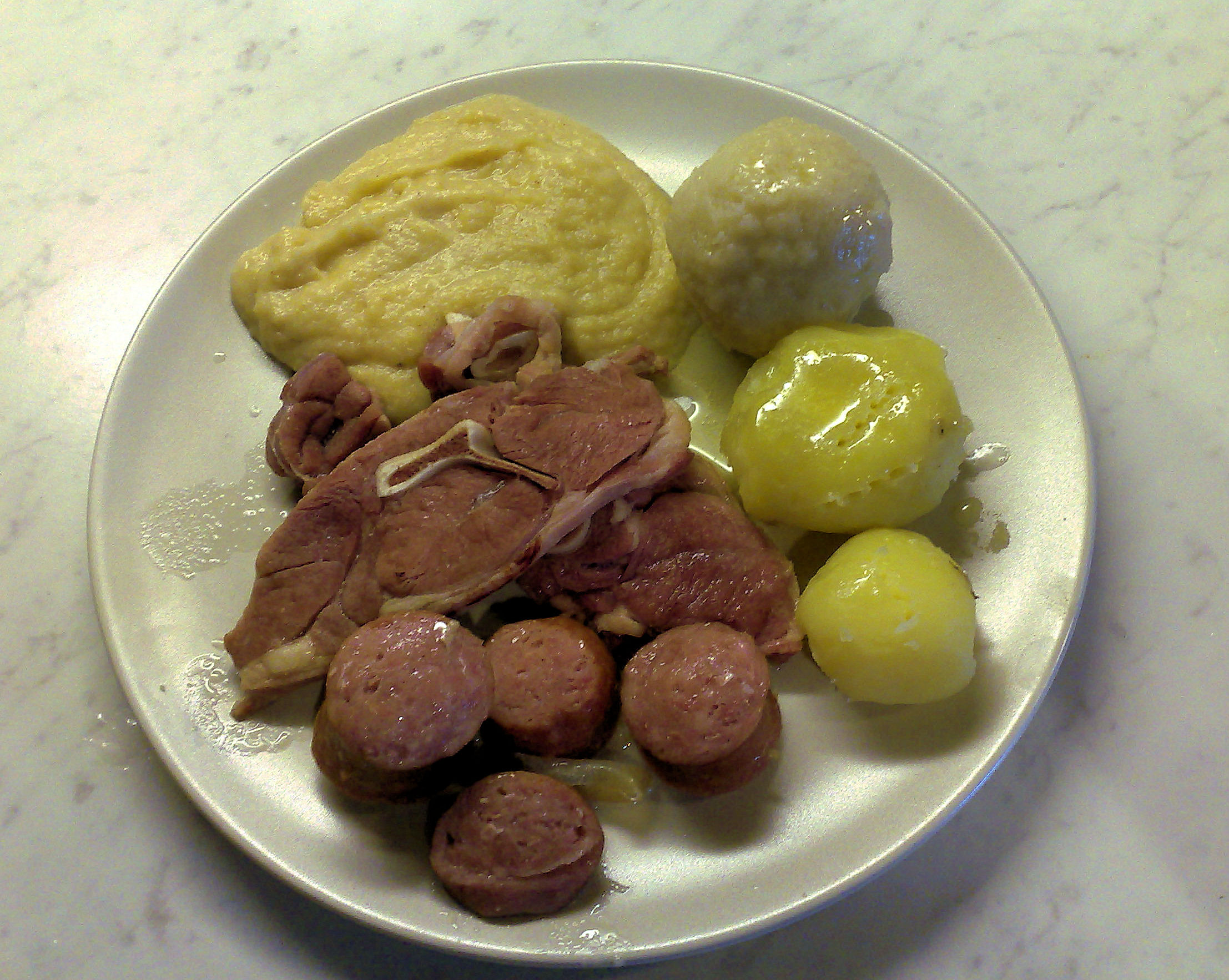
Raspeball acompanhando salsichas, carne assada e batatas

Raspeball, também conhecido como komle, klubb ou potetball, é uma iguaria tradicional da culinária da Noruega.
Trata-se de um pastel de batata, de forma semelhante a uma bola. É consumido um pouco por toda a Noruega, podendo as receitas e as designações variar ligeiramente de região para região.
É normalmente preparado com uma mistura de batata crua ralada com batata cozida, farinha e sal. A massa resultante desta mistura é moldada em forma semelhante a uma bola e cozida.
É frequentemente acompanhado por outros pratos, tais como carne assada (de borrego, porco ou bovino), salsichas, toucinho fumado frito, outras carnes fumadas ou salgadas (tais como de borrego), couxe rouxa e legumes.